# Arthgallo
Arthgallo (Arthal en gallois) est un roi légendaire de l’île de Bretagne (actuelle Grande-Bretagne), dont l’« histoire » est rapportée par Geoffroy de Monmouth dans son Historia regum Britanniae, publiée vers 1135. Il est le deuxième fils de Morvidus et il succède à son frère ainé Gorbonian.

## Le royaume de l’île de Bretagne
Après la guerre de Troie, Énée arrive en Italie, avec son fils Ascagne et devient le maître du royaume des Romains. Son petit-fils Brutus est contraint à l’exil après avoir accidentellement tué son père. Après une longue navigation, Brutus débarque dans l’île de Bretagne, l’occupe et en fait son royaume. Il épouse Innogen dont il a trois fils. À sa mort, le royaume est partagé en trois parties et ses fils lui succèdent : Locrinus reçoit le centre de l’île à qui il donne le nom de « Loegrie », Kamber reçoit la « Cambrie » (actuel Pays de Galles) et lui donne son nom, Albanactus hérite de la région du nord et l’appelle « Albanie » (Écosse). À la suite de l’invasion de l’Albanie par les Huns et de la mort d’Albanactus, le royaume est réunifié sous la souveraineté de Locrinus. C’est le début d’une longue liste de souverains.

## Le règne de Arthgallo
Arthgallo, fils de Morvidus, nommé Arthal ap Morudd dans le Brut y Brenhinedd succède à son frère aîné Gorbonian (ses autres frères sont Elidur, Ingen, et Peredur). Le début de son règne est inique, il ne songe qu’à amasser d’immenses trésors en dépouillant les nobles et les riches. À la suite d’une révolte, il est destitué et son frère Elidur le remplace.
Pendant cinq ans, il tente vainement de constituer une armée pour récupérer son trône et ses richesses, mais ne réunit que 10 hommes. Fortuitement, il rencontre le roi qui chasse dans la forêt de Calaterium ; celui-ci lui pardonne et les deux frères se réconcilient. Elidur amène Arthgallo à Alclud et fait venir individuellement les nobles du pays et leur demande de se soumettre à son frère. Ceux qui refusent sont décapités. A York, Elidur remet la couronne à son frère qui règne avec justice pendant 10 ans. Il est enterré à Leicester.
Elidur lui succède et monte sur le trône pour la seconde fois.

## Sources
- Geoffroy de Monmouth, Histoire des rois de Bretagne, traduit et commenté par Laurence Mathey-Maille, Les Belles lettres, coll. « La Roue à livres », Paris, 2004,  (ISBN 2-251-33917-5).
- (en) Peter Bartrum, A Welsh Classical Dictionary : People in History and Legend Up to about A.D. 1000, Aberystwyth, National Library of Wales, 1993, 649 p. (ISBN 978-0-907158-73-8), p. 27 ARTHAL ap MORUDD. (Fictitious). (247-246, 241-231 B.C.)